# NGC 4091
NGC 4091 ist eine Spiralgalaxie vom Hubble-Typ Sbc mit aktivem Galaxienkern im Sternbild Coma Berenices am Nordsternhimmel. Sie ist schätzungsweise 342 Millionen Lichtjahre von der Milchstraße entfernt und hat einen Durchmesser von etwa 90.000 Lichtjahren. Vermutlich bildet sie gemeinsam mit NGC 4089 ein gravitativ gebundenes Galaxienpaar.
Im selben Himmelsareal befinden sich u. a. die Galaxien NGC 4092, NGC 4093, NGC 4095, NGC 4098.
Das Objekt wurde am 2. Mai 1864 vom deutsch-dänischen Astronomen Heinrich Louis d’Arrest entdeckt.